# Мискијавала (Мискијавала де Хуарез)
Мискијавала (шп. Mixquiahuala) насеље је у Мексику у савезној држави Идалго у општини Мискијавала де Хуарез. Насеље се налази на надморској висини од 1998 м.

## Становништво
Према подацима из 2010. године у насељу је живело 25510 становника.

### Хронологија
| Година       | 2000                  | 2005                  | 2010                  |
| ------------ | --------------------- | --------------------- | --------------------- |
| Становништво | 21453 (10083 / 11370) | 22911 (10688 / 12223) | 25510 (12044 / 13466) |

### Попис
| \| \| м \| \| \| ж \| \| 0—2 \| 673 \| \| \| 657 \| \| 3—5 \| 691 \| \| \| 737 \| \| 6—11 \| 1.405 \| \| \| 1.466 \| \| 12—14 \| 692 \| \| \| 728 \| \| 15—17 \| 729 \| \| \| 778 \| \| 18—24 \| 1.561 \| \| \| 1.701 \| \| 60+ \| 1.072 \| \| \| 1.324 \| \| Просек : \| 29,3 \| \| \| 30,3 \| |       |  |  |       |
| |       |  |  |       |
| | м     |  |  | ж     |
| 0—2 | 673   |  |  | 657   |
| 3—5 | 691   |  |  | 737   |
| 6—11 | 1.405 |  |  | 1.466 |
| 12—14 | 692   |  |  | 728   |
| 15—17 | 729   |  |  | 778   |
| 18—24 | 1.561 |  |  | 1.701 |
| 60+ | 1.072 |  |  | 1.324 |
| Просек : | 29,3  |  |  | 30,3  |

| #   | Индикатор                                                                                        | Вредност |
| --- | ------------------------------------------------------------------------------------------------ | -------- |
| 1   | Становништво од 0 до 2 године                                                                    | 1330     |
| 2   | Мушко становништво од 0 до 2 године                                                              | 673      |
| 3   | Женско становништво од 0 до 2 године                                                             | 657      |
| 4   | Становништво са 3 и више година                                                                  | 24119    |
| 5   | Мушко становништво са 3 и више година                                                            | 11343    |
| 6   | Женско становништво са 3 и више година                                                           | 12776    |
| 7   | Становништво са 5 и више година                                                                  | 23189    |
| 8   | Мушко становништво са 5 и више година                                                            | 10883    |
| 9   | Женско становништво са 5 и више година                                                           | 12306    |
| 10  | Становништво са 12 и више година                                                                 | 19820    |
| 11  | Мушко становништво са 12 и више година                                                           | 9247     |
| 12  | Женско становништво са 12 и више година                                                          | 10573    |
| 13  | Становништво са 15 и више година                                                                 | 18400    |
| 14  | Мушко становништво са 15 и више година                                                           | 8555     |
| 15  | Женско становништво са 15 и више година                                                          | 9845     |
| 16  | Становништво са 18 и више година                                                                 | 16893    |
| 17  | Мушко становништво са 18 и више година                                                           | 7826     |
| 18  | Женско становништво са 18 и више година                                                          | 9067     |
| 19  | Становништво од 3 до 5 година                                                                    | 1428     |
| 20  | Мушко становништво од 3 до 5 година                                                              | 691      |
| 21  | Женско становништво од 3 до 5 година                                                             | 737      |
| 22  | Становништво од 6 до 11 година                                                                   | 2871     |
| 23  | Мушко становништво од 6 до 11 година                                                             | 1405     |
| 24  | Женско становништво од 6 до 11 година                                                            | 1466     |
| 25  | Становништво од 8 до 14 година                                                                   | 3335     |
| 26  | Мушко становништво од 8 до 14 година                                                             | 1615     |
| 27  | Женско становништво од 8 до 14 година                                                            | 1720     |
| 28  | Становништво од 12 до 14 година                                                                  | 1420     |
| 29  | Мушко становништво од 12 до 14 година                                                            | 692      |
| 30  | Женско становништво од 12 до 14 година                                                           | 728      |
| 31  | Становништво од 15 до 17 година                                                                  | 1507     |
| 32  | Мушко становништво од 15 до 17 година                                                            | 729      |
| 33  | Женско становништво од 15 до 17 година                                                           | 778      |
| 34  | Становништво од 18 до 24 године                                                                  | 3262     |
| 35  | Мушко становништво од 18 до 24 године                                                            | 1561     |
| 36  | Женско становништво од 18 до 24 године                                                           | 1701     |
| 37  | Женско становништво од 15 до 49 година                                                           | 7359     |
| 38  | Становништво са 60 и више година                                                                 | 2396     |
| 39  | Мушко становништво са 60 и више година                                                           | 1072     |
| 40  | Женско становништво са 60 и више година                                                          | 1324     |
| 41  | Однос између мушкараца и жена                                                                    | 89.44    |
| 42  | Становништво од нуле до 14 година                                                                | 7049     |
| 43  | Становништво од 15 до 64 године                                                                  | 16731    |
| 44  | Становништво од 65 година и више                                                                 | 1669     |
| 45  | Просечан број деце                                                                               | 2.27     |
| 46  | Становништво рођено у ентитету                                                                   | 22697    |
| 47  | Мушко становништво рођено у ентитету                                                             | 10800    |
| 48  | Женско становништво рођено у ентитету                                                            | 11897    |
| 49  | Становништво рођено у другом ентитету                                                            | 2581     |
| 50  | Мушко становништво рођено у другом ентитету                                                      | 1136     |
| 51  | Женско становништво рођено у другом ентитету                                                     | 1445     |
| 52  | Становништво од 5 година и више резидентно у ентитету у јуну 2005. године                        | 21855    |
| 53  | Мушко становништво старосног доба од 5 година и више, резидентно у ентитету у јуну 2005. године  | 10083    |
| 54  | Женско становништво старосног доба од 5 и више година, резидентно у ентитету у јуну 2005. године | 11772    |
| 55  | Становништво од 5 година и више које је живело у другом ентитету у јуну 2005. године             | 736      |
| 56  | Мушко становништво старије од 5 година које је живело у другом ентитету у јуну 2005. године      | 351      |
| 57  | Женско становништво старије од 5 година које је живело у другом ентитету у јуну 2005. године     | 385      |
| 58  | Становништво од 3 године и више које говори аутохтони језик                                      | 330      |
| 59  | Мушко становништво старо 3 године и више које говори аутохтони језик                             | 164      |
| 60  | Женско становништво старо 3 године и више које говори аутохтони језик                            | 166      |
| 61  | Становништво од 3 године и више које говори аутохтони језик и не говори шпански језик            | 20       |
| 62  | Мушко становништво старо 3 године и више које говори аутохтони језик и не говори шпански         | 6        |
| 63  | Женско становништво старо 3 године и више које говори аутохтони језик и не говори шпански језик  | 14       |
| 64  | Становништво старо 3 године и више које говори аутохтони језик и шпански                         | 268      |
| 65  | Мушко становништво старо 3 године и више које говори аутохтони језик и шпански                   | 137      |
| 66  | Женско становништво старо 3 године и више које говори аутохтони језик и шпански                  | 131      |
| 67  | Становништво од 5 година и више које говори аутохтони језик                                      | 323      |
| 68  | Становништво од 5 година и више које говори аутохтони језик и не говори шпански језик            | 17       |
| 69  | Становништво од 5 година и више које говори аутохтони језик и говори шпански језик               | 266      |
| 70  | Становништво у домородачким домаћинствима                                                        | 676      |
| 71  | Становништво са ограничењима у активностима                                                      | 1134     |
| 72  | Становништво са ограниченим ходањем или кретањем, горе или доле                                  | 623      |
| 73  | Становници са ограничењима вида, чак и уз кориштење сочива                                       | 303      |
| 74  | Становништво са ограничењима говора, комуникације или конверзације                               | 101      |
| 75  | Становништво са ограниченим слухом                                                               | 138      |
| 76  | Становништво са ограничењима при одевању, купању или јелу                                        | 83       |
| 77  | Становништво са ограничењима у опажању или учењу једноставних ствари                             | 58       |
| 78  | Становништво са менталним ограничењима                                                           | 85       |
| 79  | Становништво без ограничења активности                                                           | 24208    |
| 80  | Становништво од 3 до 5 година које не похађа школу                                               | 624      |
| 81  | Мушко становништво од 3 до 5 година које не похађа школу                                         | 323      |
| 82  | Женско становништво од 3 до 5 година које не похађа школу                                        | 301      |
| 83  | Становништво од 6 до 11 година које не похађа школу                                              | 48       |
| 84  | Мушко становништво од 6 до 11 година које не похађа школу                                        | 24       |
| 85  | Женско становништво од 6 до 11 година које не похађа школу                                       | 24       |
| 86  | Становништво од 12 до 14 година које не похађа школу                                             | 60       |
| 87  | Мушко становништво од 12 до 14 година које не похађа школу                                       | 35       |
| 88  | Женско становништво од 12 до 14 година које не похађа школу                                      | 25       |
| 89  | Становништво од 15 до 17 година похађа школу                                                     | 1118     |
| 90  | Мушко становништво од 15 до 17 година похађа школу                                               | 524      |
| 91  | Женско становништво између 15 и 17 година живота у школи                                         | 594      |
| 92  | Становништво од 18 до 24 године похађа школу                                                     | 1039     |
| 93  | Мушко становништво од 18 до 24 године похађа школу                                               | 494      |
| 94  | Женско становништво од 18 до 24 године похађа школу                                              | 545      |
| 95  | Становништво од 8 до 14 година које не може да чита и пише                                       | 79       |
| 96  | Мушко становништво старосног доба од 8 до 14 година које не може да чита и пише                  | 47       |
| 97  | Женско становништво старосног доби од 8 до 14 година које не може да чита и пише                 | 32       |
| 98  | Становништво од 15 година и више које је неписмено                                               | 946      |
| 99  | Мушко становништво од 15 година и више које је неписмено                                         | 302      |
| 100 | Женско становништво од 15 година и више које је неписмено                                        | 644      |
| 101 | Становништво старо 15 и више година без школовања                                                | 800      |
| 102 | Мушко становништво старо 15 и више година без школовања                                          | 267      |
| 103 | Женско становништво старо 15 и више година без школовања                                         | 533      |
| 104 | Становништво старосног доба 15 и више година са непотпуним основним образовањем                  | 1980     |
| 105 | Мушко становништво старосног доба од 15 година и више са непотпуном основним образовањем         | 952      |
| 106 | Женско становништво старосног доба 15 и више година са непотпуном основним образовањем           | 1028     |
| 107 | Становништво старо 15 и више година са комплетним основним образовањем                           | 2554     |
| 108 | Мушко становништво старо 15 година и више са комплетним основним образовањем                     | 1196     |
| 109 | Женско становништво старо 15 и више година са комплетним основним образовањем                    | 1358     |
| 110 | Становништво старосног доба 15 и више година са непотпуним средњим образовањем                   | 828      |
| 111 | Мушко становништво старосног доба од 15 година и више са непотпуним средњим образовањем          | 461      |
| 112 | Женско становништво старосног доба од 15 година и више са непотпуним средњим образовањем         | 367      |
| 113 | Становништво старо 15 и више година са пуним секундарном образовањем                             | 4610     |
| 114 | Мушко становништво старосног доба од 15 година и више са пуним секундарном образовањем           | 2129     |
| 115 | Женско становништво старосног доба од 15 година и више са пуним секундарном образовањем          | 2481     |
| 116 | Становништво старије од 18 година са постосновним образовањем                                    | 6809     |
| 117 | Мушко становништво старије од 18 година са постосновним образовањем                              | 3210     |
| 118 | Женско становништво старије од 18 година са постосновним образовањем                             | 3599     |
| 119 | Просечна оцена школовања                                                                         | 9.19     |
| 120 | Просечан ниво образовања мушке популације                                                        | 9.29     |
| 121 | Просечан ниво образовања женског становништва                                                    | 9.1      |
| 122 | Економски активно становништво                                                                   | 10742    |
| 123 | Економски активна мушка популација                                                               | 6737     |
| 124 | Економски активна женска популација                                                              | 4005     |
| 125 | Становништво које није економски активно                                                         | 9015     |
| 126 | Мушко становништво које није економски активно                                                   | 2465     |
| 127 | Женско становништво које није економски активно                                                  | 6550     |
| 128 | Запослено становништво                                                                           | 10101    |
| 129 | Запослено мушко становништво                                                                     | 6231     |
| 130 | Запослено женско становништво                                                                    | 3870     |
| 131 | Незапослена популација                                                                           | 641      |
| 132 | Незапослена мушка популација                                                                     | 506      |
| 133 | Незапослена женска популација                                                                    | 135      |
| 134 | Становништво без права на здравствене услуге                                                     | 10111    |
| 135 | Становништво које има право на здравствене услуге                                                | 15324    |
| 136 | Становништво које има право на ИМСС                                                              | 3046     |
| 137 | Становништво које има право на социјално осигурање                                               | 3439     |
| 138 | Становништво које има право на државно социјално осигурање                                       | 66       |
| 139 | Становништво које има право на опште осигурање или здравствено осигурање за нову генерацију      | 8384     |
| 140 | Становништво које је било једном или није било у браку током 12 година и више                    | 6722     |
| 141 | Венчано или уједињено становништво од 12 година и више                                           | 10848    |
| 142 | Становништво које је било у браку или уједињено 12 година и више                                 | 2230     |
| 143 | Становништво са католичком религијом                                                             | 22461    |
| 144 | Протестанти, еванђелисти и библијски следбеници различити од еванђелиста                         | 1775     |
| 145 | Становништво са другим религијама различитим од претходних                                       | 206      |
| 146 | Становништво без религије                                                                        | 871      |
| 147 | Укупно пописаних домаћинства                                                                     | 6327     |
| 148 | Пописна домаћинства на челу са мушкарцима                                                        | 4586     |
| 149 | Пописна домаћинства на челу са женама                                                            | 1741     |
| 150 | Становништво у пописним домаћинствима                                                            | 25319    |
| 151 | Становништво у пописним домаћинствима на челу са мушкарцима                                      | 19355    |
| 152 | Становништво у пописним домаћинствима на челу са женама                                          | 5964     |
| 153 | Укупно домаћинстава                                                                              | 7657     |
| 154 | Укупно насељених домаћинстава                                                                    | 6349     |
| 155 | Укупно приватних кућа                                                                            | 7635     |
| 156 | Насељени приватни домови                                                                         | 6327     |
| 157 | Укупно насељених приватних кућа                                                                  | 6345     |
| 158 | Ненасељене приватне куће                                                                         | 934      |
| 159 | Појединачна домаћинства за привремену употребу                                                   | 374      |
| 160 | Становници у насељеним приватним кућама                                                          | 25319    |
| 161 | Насељеност станара у приватним становима                                                         | 4        |
| 162 | Просечно становника по соби у приватним насељеним домаћинствима                                  | 1        |
| 163 | Појединачна домаћинства са подовима од различитих материјала од земље                            | 6068     |
| 164 | Појединачна домаћинства у приземљу                                                               | 237      |
| 165 | Појединачна домаћинства са једном спаваћом собом                                                 | 1696     |
| 166 | Појединачна домаћинства са две спаваће собе и више                                               | 4613     |
| 167 | Појединачна домаћинства са једним собом                                                          | 271      |
| 168 | Појединачна домаћинства са две собе                                                              | 796      |
| 169 | Појединачна домаћинства са 3 собе и више                                                         | 5236     |
| 170 | Појединачна домаћинства која имају електрично светло                                             | 6247     |
| 171 | Појединачна домаћинства која немају електрично светло                                            | 58       |
| 172 | Појединачна домаћинства која имају водоводну воду у стамбеном простору                           | 6180     |
| 173 | Појединачна домаћинства која немају водоводну воду у стамбеном простору                          | 118      |
| 174 | Појединачна домаћинства која имају тоалет                                                        | 6104     |
| 175 | Појединачна домаћинства која имају канализацију                                                  | 6152     |
| 176 | Појединачна домаћинства која немају канализацију                                                 | 143      |
| 177 | Појединачна домаћинства која имају електрично светло, довод воде из јавне мреже и канализацију   | 6019     |
| 178 | Појединачна домаћинства без икаквих услова                                                       | 111      |
| 179 | Појединачна домаћинства која имају радио                                                         | 4981     |
| 180 | Појединачна домаћинства која имају телевизор                                                     | 5992     |
| 181 | Појединачна домаћинства која имају фрижидер                                                      | 4884     |
| 182 | Појединачна домаћинства која имају машину за веш                                                 | 3572     |
| 183 | Појединачна домаћинства која имају аутомобил или комби                                           | 2934     |
| 184 | Појединачна домаћинства која имају рачунар                                                       | 1692     |
| 185 | Појединачна домаћинства која имају фиксну телефонску линију                                      | 2541     |
| 186 | Појединачна домаћинства која имају мобилни телефон                                               | 3687     |
| 187 | Појединачна домаћинства која имају приступ интернету                                             | 1034     |
| 188 | Величина локације                                                                                | 8        |